# Gary Mackay-Steven
Gary Mackay-Steven (* 31. August 1990 in Thurso) ist ein schottischer Fußballspieler, der bei Ross County spielt.

## Karriere

### Verein
Gary Mackay-Steven wurde 1990 in Thurso in den schottischen Highlands geboren. Nachdem der junge Mackay-Steven in seiner Geburtsstadt beim FC Thurso mit dem Fußballspielen begonnen hatte, wechselte er zu Ross County neben Inverness Caledonian Thistle der bekannteste Club aus den Highlands. Nach einem erfolgreichen Probetraining zu Beginn des Jahres 2007, wechselte Mackay-Steven im Alter von 17 Jahren in die Jugend des FC Liverpool. Die zwei Jahre, die er beim Verein von der Anfield Road verbringen sollte, waren geprägt von zahlreichen Verletzungen. Von 2009 bis 2011 war er in der Youth Academy des FC Fulham aktiv.
Im Januar 2011 kehrte Mackay-Steven zurück nach Schottland. Er fand mit dem Drittligisten Airdrieonians FC einen Verein der ihn unter Vertrag nahm. Für diesen absolvierte der Außenbahnspieler bis zum Saisonende 2010/11 19 Ligaspiele und 2 FA Cup Spiele.
Im Sommer 2011 wechselte Mackay-Steven zum schottischen Erstligisten Dundee United. Mit diesem erreichte er unter anderem das Pokalfinale 2013/14 das gegen den FC St. Johnstone verloren wurde.
Im Januar 2015 wurde bekannt, dass er zum Saisonende 2014/15 zu Celtic Glasgow wechseln werde, dieser Transfer wurde allerdings schon im Februar vollzogen. Am 11. Februar debütierte Mackay-Steven im Stadtderby bei Partick Thistle. Beim 3:0-Auswärtserfolg erzielte er bereits in der ersten Spielminute den Führungstreffer für die Bhoys. Nach drei Meisterschaften und zwei Ligapokalsiegen, wechselte Mackay-Steven im Juli 2017 zum FC Aberdeen. Nach zwei Jahren in Aberdeen wechselte er 2019 in die USA zum New York City FC. Im Januar 2021 kehrte er nach Schottland zurück und unterschrieb beim Zweitligisten Heart of Midlothian. Nach dem Aufstieg in die erste Liga, spielte Mackay-Steven eine Saison im Oberhaus. Nachdem sein Vertrag ausgelaufen war, blieb Mackay-Steven bis Dezember 2023 vereinslos. Am 5. Dezember 2023 unterschrieb Mackay-Steven einen Vertrag beim FC Kilmarnock.
Im Juni 2025 wechselte Mackay-Steven zum Zweitligisten Ross County.

### Nationalmannschaft
Gary Mackay-Steven debütierte im November 2013 in der schottischen Fußballnationalmannschaft, als er im Testspiel gegen die USA nach 84 Minuten für Craig Conway eingewechselt wurde.

## Erfolge
- Schottischer Meister (3): 2015, 2016, 2017
- Schottischer Ligapokal (2): 2015, 2017